# MK集团
44°49′01″N 20°25′37.8″E / 44.81694°N 20.427167°E
MK集团（MK Group）是一家塞尔维亚控股公司，主要从事农业、银行和旅游等行业活动。该公司最初成立于1983年，经不断发展，1995年成立集团，并将业务扩展至东南欧，其核心业务集中在塞尔维亚、斯洛文尼亚、克罗地亚和黑山。

## 历史
1983年，塞尔维亚经济学家、商人米奥德拉格·科斯蒂奇创建MK公司，最初是作为一家从事贸易、进出口和制造活动的私有企业。经过数十年发展，MK集团现在塞尔维亚、斯洛文尼亚、克罗地亚和黑山等国开展业务。

## 职能

### 农业经济
自2000年以来，MK集团管理着数个糖业工厂（佩钦奇、弗尔巴斯、科瓦奇卡）、10多个农业综合企业、贸易和仓库综合体。
Sunoko是MK集团的子公司，是塞尔维亚和该国糖业生产的龙头企业之一。2011年，MK集团收购了生产肉类和肉制品的卡内克斯公司（成立于1958年）。2015年12月，MK集团以4550万欧元价格收购了皮克-贝切伊（PIK-Bečej）。
MK集团旗下最著名的子公司有肉类产业的卡内克斯·弗巴斯（Carnex Vrbas）、糖业的Sunoko、从事农业产品的施肥和批发的“农杆菌”（Agroglobe）、农业企业皮克-贝切伊（PIK-Bečej）等。其农业企业大多经营谷物，包括玉米、小麦、向日葵和大豆的生产和批发上。截至2016年1月，MK集团在塞尔维亚管理着约2.9万公顷农业用地（约290平方公里），其中约1.9万公顷为公司私有土地。
从2006年到2017年，它通过乌克兰农业投资公司（Agro-Invest Ukraine）在乌克兰开展业务，该公司是一家专门从事向日葵生产和批发的农业综合企业。截至2016年1月，乌克兰农业投资公司在乌克兰管理着近3万公顷农业用地（约300平方公里）。2017年5月，乌克兰内核控股收购了该分公司大部股份。
2020年6月，MK集团完成了收购维多利亚集团67%股份的交易。随着维多利亚集团成员大豆蛋白公司（Sojaprotein）、维多利亚石油、维多利亚物流、巴卡帕兰卡港（Luka Bačka Palanka）等整合，MK集团获得了大股东地位，而之前的股东米莉亚·巴波维奇（Milija Babovic）和阿普萨拉有限公司成为少数股东。

### 银行业
MK集团通过其子公司MK商业（MK Commerce）成立了BDD M&V Investments，后者在贝尔格莱德证券交易所上市。2014年2月，MK集团收购AIK银行，成为该公司的最大股东，占当时总股本的50.37%。2015年7月1日，该银行将总部从尼什迁至贝尔格莱德，同时将法定名称变更为AIK Banka a.d. Belgrade。
2015年，AIK银行正式成为MK集团成员。通过2016年收购斯洛文尼亚的上卡尼奧拉银行（Gorenjska banka）的股份，AIK银行增加了收入和盈利能力，并继续在塞尔维亚之外的市场上向欧盟扩张。在塞尔维亚当地，AIK银行于2017年4月收购了阿尔法银行的100%股份，锁定了它在当地的发展基础。2017年12月22日，阿尔法银行完成了并入程序，并于当年6月至12月，有超过800名员工离职。
截至2017年12月，AIK银行是斯洛文尼亚上卡尼奧拉银行的大股东，拥有75.99%的股份。2019年6月，AIK银行完全接管了上卡尼奧拉银行的所有权。2020年6月，MK集团收购了海波·阿尔卑斯·阿德里亚银行的斯洛文尼亚分行。2019年底，MK集团在招标中当选为最佳投标人，经斯洛文尼亚共和国保护竞争公共机构正式批准，并获得塞尔维亚和黑山竞争保护委员会的批准，正式请求付款和购买。

### 地产
MK集团还通过MK山庄（MK Mountain Resort）等子公司管理若干房地产。
2008年12月，MK集团以2,300万欧元的价格从国际CG（Internacional CG）手中收购了科帕奥尼克山区的酒店“Grand”、“明媚山峰”（Sunčani vrhovi）等酒店、地产及综合体。
MK山庄的经营范围包括有“Grand”、“明媚山峰”（Sunčani vrhovi）酒店，以及科纳奇（Konaci）、明媚山峰公寓大楼。Grand酒店是塞尔维亚年度商业会议科帕奥尼克商业论坛的主会场。另外，位于波尔托罗的凯宾斯基酒店也由MK集团经营。MK集团与凯宾斯基集团合作，在塞尔维亚地区共同投资了一些地产。它还与喜来登酒店及度假村集团合作，并投资了位于诺维萨德的酒店。
2017年11月，MK集团的子公司伊斯特拉酒店（Istrian hotels）接管了位于伊斯特拉的“滑雪度假村”酒店综合体（Skiper Resort）。2018年2月，MK集团增加了在斯洛文尼亚第三大民用机场波尔托罗日机场的股份，并成为大股东。

### 能源
除了地产银行业，MK集团还对可再生能源进行投资开发。其中MK芬特尔风能成立于2007年，是塞尔维亚最早利用风力发电机和太阳能电池板开展绿色能源生产的公司之一。

## 社会责任
在2015至2020年间，MK集团开展了500多项社会责任活动，价值超过500万欧元，旨在改善MK集团运营的123个当地社区的生活和工作条件。
MK集团的责任活动主要集中在儿童和年轻人的健康和教育方面。

## 相关
- 塞尔维亚农业